# Linia kolejowa nr 152
Linia kolejowa nr 152 Paczyna – Lubliniec – pierwszorzędna, zelektryfikowana, prawie w całości dwutorowa linia kolejowa znaczenia państwowego w województwie śląskim. Linia obsługuje aktualnie (2020) głównie ruch towarowy oraz niewielki ruch pociągów dalekobieżnych PKP Intercity.

## Stan techniczny
Ze względu na pogarszający się stan techniczny konieczne było wprowadzenie licznych ograniczeń prędkości. W 2010 roku rozstrzygnięto przetarg na remont odcinka Toszek Północ – Krupski Młyn, który umożliwił podniesienie prędkości z 60 do 100 km/h dla pociągów pasażerskich i towarowych w torze nr 1. W 2011 roku rozstrzygnięto przetargi na remont toru nr 1 na szlakach Paczyna – Toszek Północ i Krupski Młyn – Lubliniec. Wymianie uległa nawierzchnia kolejowa, sieć trakcyjna, rozjazdy, a przebudowie uległa także głowica stacyjna stacji Paczyna. W ich wyniku prędkość szlakowa wzrosła z 60 km/h do 100–110 km/h dla pociągów pasażerskich oraz 80–100 km/h dla pociągów towarowych.
| odcinek linii | odcinek linii | pociągi pasażerskie | pociągi pasażerskie | szynobusy | szynobusy | pociągi towarowe | pociągi towarowe |
| km pocz.      | km końcowy    | Tor 1               |                     |           |           |                  |                  |
| 5,018         | 10,875        | 60                  | 60                  | 60        |           |                  |                  |
| 10,875        | 15,563        | 100                 | 100                 | 100       |           |                  |                  |
| 15,563        | 22,800        | 100                 | 100                 | 100       |           |                  |                  |
| 22,800        | 40,417        | 110                 | 110                 | 80        |           |                  |                  |
| km pocz.      | km końcowy    | Tor 2               |                     |           |           |                  |                  |
| 5,018         | 10,875        | 60                  | 60                  | 60        |           |                  |                  |
| 10,875        | 15,563        | 60                  | 60                  | 60        |           |                  |                  |
| 15,563        | 22,800        | 110                 | 110                 | 110       |           |                  |                  |
| 22,800        | 40,256        | 110                 | 110                 | 80        |           |                  |                  |